# Euphyllia yaeyamaensis
Euphyllia yaeyamaensis is een rifkoralensoort uit de familie van de Euphylliidae. De wetenschappelijke naam van de soort is voor het eerst geldig gepubliceerd in 1980 door Shirai.
De soort komt voor in het Indo-Pacifisch gebied, in Zuidoost-Azië, Japan, in de Oost-Chinese Zee en in het West-Pacifisch gebied. Ze staat op de Rode Lijst van de IUCN geklasseerd als 'gevoelig'.